# بلمرة

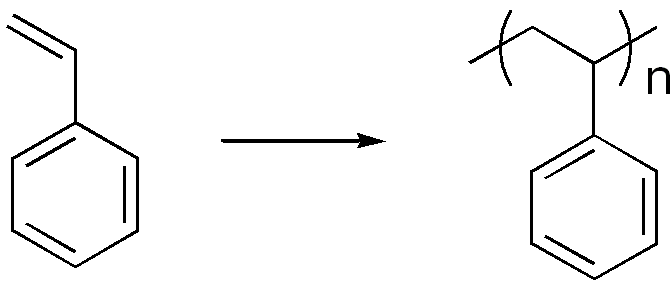
مثال على تفاعل بلمرة ألكين حيث تتفاعل مونمرات الستيرين لتكون بوليستيرين

إن البلمرة أو التَّبَلمُر أو الكَوْثَرَة في كيمياء البوليمرات هي عملية تفاعل جزيئات المونومر(أحادي الحد) مع بعضها وفق تفاعل كيميائي لتُشكِّل شبكات ثلاثية الأبعاد أو سلاسل بوليمرية. يوجد عدة أشكال للبلمرة وأنظمة مختلفة لتصنيفها.

## مقدمة
هناك عدة آليات لتفاعل البلمرة في المركبات الكيميائية تتفاوت في تعقيدها بسبب وجود المجموعات الوظيفية في المركبات المتفاعلة وتأثيرات الإعاقة الفراغية التي تشرحها نظرية
| بوليمر متجانس مكون من نوع واحد من مونومر(أحادي الحد) {\displaystyle A+A+A...\rightarrow AAA...} بوليمر تشاركي {\displaystyle A+B+A...\rightarrow ABA...} |

تنافر أزواج إلكترونات غلاف التكافؤ. تفاعلات البلمرة التي تعطي سلاسل خطية مستقيمة (ألكينات) هي تفاعلات جذور حرة بسيطة نسبيًا، هذه الألكينات تكون مستقرة نسبيًا بسبب الارتباط {\displaystyle \sigma } بين ذرات الكربون مشكلة بولميرات بتفاعلات جذور حرة بسيطة نسبيًا. وعلى العكس، فإن التفاعلات التي تتضمن استبدال في مجموعة الكربونيل تتطلب اصطناعًا معقدًا بسبب الطريقة التي تتبلمر فيها الجزيئات المتفاعلة.
ولأن الألكينات يمكن أن تتشكل وفق آليات تفاعل لتشكيل سلاسل مستقيمة، فإنها (عندما تخضع لتفاعلات الجذور الحرة) تشكل مركبات مفيدة مثل متعدد الإيثيلين وكلوريد متعدد الفاينيل (PVC)، التي تنتج بكميات كبيرة سنويًا بسبب فائدتها في عمليات تصنيع المنتجات التجارية، مثل الأنابيب، والعزل، والتغليف. البولميرات مثل PVC عمومًا تعرف بكونها بولميرات متجانسة (homopolymers)، لأنها تتكون من سلسلة طويلة مكررة من نفس الوحدة البنيوية المسماة بالمونومر، في حين تسمى البولميرات التي تتكون سلاسلها من أكثر من نوع واحد من المونومر بولميرات التشاركية (copolymers).

المونومر غير المعتدلة بنحو كافٍ، والتي تستمر بمعدلات سريعة يمكن أن تكون خطرة جدًا. تسمى هذه الظاهرة بالمونومر الخطر، ويمكن أن تسبب حرائق وانفجارات.

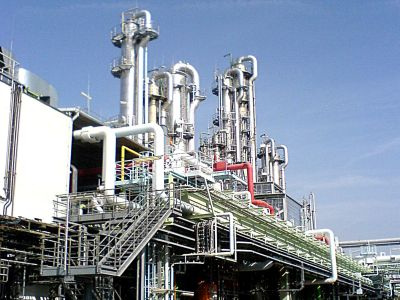
وحدات تحضير تريوكسان لتكوين مكثور في مصنع يقع قرب فرانكفورت.

## تاريخ علم البولمير
تعد كيمياء البوليمرات أحد أكثر فروع العلم تطورا . ورغم أن كيمياء الجزيئات الضخمة والتي سميت بالبوليمرات كفرع مستقل، لم يعرف إلا في الثلاثينات من القرن الماضي، ولكنها بلغت في الوقت الحاضر مستوا عاليا من التطور .
لقد استخدم الإنسان القديم البوليمرات الطبيعية في حاجته اليومية (Natural polymers) منذ آلاف السنين . فقد احتاج لصنع ملابسه بنفسه من المواد الطبيعية كالقطن، والصوف، والحرير ،وجلود الحيوانات، واستعمل البوليمرات في طعامه كالزيوت النباتية والشحوم الحيوانية، كما استعمل كثير من هذه البوليمرات في تطبيقات عدة : الأصماغ (كالصمغ العربي والصمغ الحيواني) واللواصق والأصبغة والأسفلت كطلاء للقوارب. فأضخم فروع الصناعة، كصناعة المطاط وصناعة المواد البلاستيكية والألياف الكيماوية والرقائق والورنيش والمواد العازلة كهربائية وصناعة الورق وغيرها، قائمة بالكامل على تصنيع البوليمرات.
فقد تم اكتشافات بوليمرية هامة في القرن التاسع عشر وبدايات القرن العشرين قبل أن يأخذ مصطلح الجزيئات الضخمة تعريفة الحالي، فقد نجح العالم Charles Goodyear في عام 1839 بإنتاج مطاط شبيه بالمطاط الطبيعي وأكثر فائدة منه من خلال ما يسمى بعملية اللكنة (تسخين المطاط الطبيعي مع الكبريت إلى الدرجة 270 درجة مئوية)، وصنع العالم Leo Bakeland الباکیلیت (Bakelite) اذ يستخدم كعازل حراري.
لقد صنفت البوليمرات في القرن الثامن عشر ضمن الغرويات (Colloids) لأن الحالة الغروية في ذلك الوقت كانت معروفة بمثابة حالة مستقلة من حالات المادة إضافة إلى الحالة الصلبة والسائلة وقد كان سبب هذا الاعتقاد الخاطئ أن معظم المواد الغروية تمتاز بأوزانها الجزيئية العالية، وبقي هذا المفهوم حتى عام 1880 عندما اكتشف راؤولت (Raoult) و فانت هوف (Vant Hoff) طرائق لتعيين الوزن الجزيئي فقد عين في هذه الطرائق الوزن الجزيئي للمطاط الطبيعي والنشاء ونترات السليلوز ووجد أنها تتراوح بين 10000 و 40000.
دفعت هذه الخطوة إلى الاعتقاد بوجود جزيئات ضخمة (Macromnolecules). واعتبر العلماء في ذلك العصر أن هذه الأوزان الجزيئية غير صحيحة والسبب أن قانون راؤولت لا ينطبق على حالات المحاليل الغروية. وفسر كثير من الباحثين كبر الوزن الجزيئي على أساس تجمع فيزيائي للجزيئات الصغيرة (Associated Cornplex) فيما بينها بروابط جذب ثانوية (Secondary Forces) واقترحوا أن حجم هذه المركبات تصل إلى حجم الجسيمات الغروية (Colloidal Particles).
وقد نالت فرضية الجزيئات الضخمة (Macromolecules) تأييد الكثير من الباحثين بعد أن نجح بعض الكيميائيين في تحضير بعض البوليمرات مثل بولي ستيرين Polystyretle (1937) وبولي ایتلن غليكول (1860) ومطاط الإيزوبرين (1879). وقد بين العالم هرمان شتودنجر (Herman Staudinger) أن هذه الجزيئات الضخمة تتكون من ترابط العديد من الجزيئات الصغيرة بروابط مشتركة، وكان أول من اقترح صيغة بنائية للمطاط الطبيعي على شكل سلسلة طويلة من وحدات المركب البسيط الايزوبرن، قوبل اقتراح شتودنجر بفكرة مصطلح الجزيئات الضخمة في البداية باعتراضات شديدة، ولكن بعد التقدم الذي تم في تطوير استخدام أشعة اكس في الكشف عن تركيب جزيئات تلك المواد المعقدة وكذلك في ابتكار طرائق جديدة لتعيين الأوزان الجزيئية، تأكد صحة اقتراح شتولنجر ومنح جائزة نوبل في الكيمياء عام 1953 تقديرا له عن الكشف عن هذه الجزيئات الضخمة والتي عرفت فيما بعد بالبوليمرات.
وقد ساهم في دعم وأثبات فرضية الجزيئات الضخمة كلا من العالم الأمريكي کارونروس (Carothers) في عام 1929 م، والذي يعتبر رائدة في مجال تصنيع البوليمرات الصناعية، والعالم فلوري (Flory) في عام 1937 م.
يعود الازدهار الحقيقي لعلم البوليمرات إلى ما بعد الحرب العالمية الثانية، فبعد الدخول في الحرب اكتشفت أمريكا Latex (راتنج مستخدم من شجرة المطاط) وهو المكون الأساسي للمطاط الطبيعي، ومنذ ذلك الحين وضع الأمريكيون برنامجا مكثفا للأبحاث لايجاد بدائل المطاط الطبيعي.
وكان لأوربا أيضا حظا وفيرا في تطور اللدائن. فاكتشف في بريطانيا الألياف الاصطناعية لبولي الاستر، أما في ألمانيا فقد تم اصطناع المطاط الطبيعي المعروف تحت اسم بونا (Buta) .
وفي نهاية الحرب العالمية الثانية توصل العالم الألماني Karel Ziegler إلى بلمرة الإيتلن، كما توصل البروفسور الإيطالي Natta إلى بلمرة البروبيلن.

## تصنيف البولميرات وفقا لمصدرها
تصنف البوليمرات من حيث مصادرها إلى ثلاثة أصناف رئيسية :

### البوليمرات الطبيعية
تقسم البوليمرات الطبيعية (Natural polymers) إلى
- البوليمرات العضوية: وهي منتجات طبيعية نباتية أو حيوانية ومنها المطاط الطبيعي والبروتينات والنشاء والسيللوز والحرير والصوف والشعر والجلد والكيتوزان الخ ... وتكون هذه البوليمرات غالية الثمن الصعوبة الحصول عليها وبالتالي فان استخداماتها محدودة نسبية.

- البوليمرات اللاعضوية: مثل الرمل، وأساسه أوكسيد السيليسيومين (الصلصال) والأسبستوس والغرافيت والكوارتز.

#### البوليمرات الصناعية
تمثل البوليمرات الصناعية (Synthetic Polymers) الأغلبية العظمى من البوليمرات المهمة صناعية وتشمل المطاط الصناعي والبلاستيك والألياف الصناعية وغيرها. وتقسم أيضا إلى بوليمرات عضوية مثل المطاط الصناعي واللدائن (بولي ايتان، بولي بوبیل، بولي ستيرين، الخ ...) والألياف الصناعية (بولي أميد، بولي أكريليك، بولي استر) والدهانات الخ ... وبوليمرات لاعضوية مثل بوليمرات البولي سيلكون.

##### البوليمرات الطبيعية المحورة
تشتمل البوليمرات الطبيعية المحورة (Modlified Natural Polymers) على بعض البوليمرات الطبيعية التي تحور أو تعدل كيميائية عن طريق تغيير التركيب الكيميائي للبوليمر كإدخال زمر أو مجموعات جديدة في البوليمر أو تغيير بعض الزمر الفعالة الموجودة فيه أو بتطعيم بوليمر طبيعي على بوليمر صناعي، ومن الأمثلة على البوليمرات المحورة أسيتات السيللوز، نترات السيللوز، فسكوز ، سلوفان ، صوف صناعي.

## التصنيف حسب آلية تفاعل نمو السلسلة البوليمرية
يأخذ هذا النوع من التصنيف للبوليمرات بعين الاعتبار الصفات الفيزيائية للبوليمر الناتج، وخاصة الوزن الجزيئي للبوليمر، الذي تعتمد عليه معظم الصفات الفيزيائية والميكانيكية للبوليمرات.
بين فلوري (Flory) أن بعض عمليات تشكل البوليمرات لا يمكن تصنيفها حساب کاروذيروس مثال ذلك تشكل البولي يوريتان. پری فلوري أن تصنيف وتعريف عمليات تشكل البوليمرات يجب أن تقوم على أساس معرفة الآلية الحقيقية لكل عملية من هذه العمليات، حيث يعود الدور الرئيسي إلى نمو السلسلة البوليمرية التي تؤدي إلى تشكل ناتج بوليمري ذي وزن جزيئي كبير. وقد استطاع فلوري أن يقسم عمليات تشكل البوليمرات اعتمادا على آلية عملية البلمرة إلى :

### البلمرة ذات النمو المتسلسل
تتكون البلمرة ذات النمو المتسلسل (Clain Growth Polynierization) نتيجة للتفاعلات المتسلسلة التي تحصل للمونومرات وتعرف باسم بوليمرات النمو التسلسلي ومعلم بوليمرات الإضافة تنمو بهذه الطريقة.
تبدأ هذه البلمرة بخطوة البدء (initiation) حيث فيها يتكون المركز الفعال الأولي (active center) القابل للنمو والاتحاد بمونومر ثاني وثالث إلى أن يصل إلى آلاف المونومرات، وبالتالي يكون المركز الفعال المتكون نشيطة بحيث ينمو بسرعة هائلة مؤدية إلى تكوين سلسلة بوليمرية طويلة وعالية الوزن الجزيئي .
تمتاز هذه التفاعلات بصورة عامة بأنها تتم بثلاث خطوات أساسية موضحة في الشكل التمثيلي أدناه هي
¤ البدء Initiation
¤النمو أو التكاثر Propagation
¤ الانتهاء Termination
وتختلف هذه الخطوات فيما بينها في السرعة وفي الآلية وتكون سرعة خطوة النمو أكبر من سرعة الخطوات الأخرى، الأمر الذي يؤدي إلى تكوين سلسلة بوليمرية طويلة جدا في وقت قصير جدا.

#### البلمرة ذات النمو المتدرج (البلمرة المرحلية)
تعرف البلمرة ذات النمو المتدرج (البلمرة المرحلية) (Step Growth Polymerization) بالتكاثف وتدعى بوليمراتها بوليمرات التكاثف.
لا يوجد في هذا النوع من البلمرة مركز فعال كما هو الحال في البلمرة المتسلسلة، بل ان كل جزيئة مونومرية يمكن أن تتفاعل مع غيرها فيرتبط مونومرين لتكوين ثنائي حد يدعی دیمر (dimer ومن ثم يرتبط الديمر مع مونومر ثالث لتكوين تريمر (ثلاثي حد) (timer).
وتتميز هذه التفاعلات بأنها بطيئة وبأن سرعة تفاعل مع مونومر آخر تكون مساوية لسرعة تفاعل المونومر مع السلسلة البوليمرية المنتهية بالمجموعة الوظيفية، وهذا يؤدي إلى تكون عدد كبير من السلاسل البوليمرية المتباينة في أطوالها، أي أن السلاسل البوليمرية الطويلة لا تكون إلا في المراحل الأخيرة من التفاعل.

## النمو التدريجي
تعرف بولميرات النمو التدريجي بأنها البولميرات المشكلة بتفاعل تدريجي للمجموعات الوظيفية في المونومر، وعادة ما تحتوي ذرات غير متجانسة مثل النتروجين أو الأوكسجين. معظم بولميرات النمو التدريجي تصنف بأنها بولميرات مكثفة، ولكن ليس كل بولميرات النمو التدريجي (مثل بولميرات متعدد إيثان اليوريا المشكلة من إيزوسيانات ومونومر ثنائية الوظيفة الكحولية) تطلق كُثافة (ناتج التكثيف)، وفي هذه الحالة، نتحدث عن بولميرات بالإضافة يزداد الوزن الجزيئي في بولميرات النمو التدريجي بمعدل بطيء جدًا بنسبة تحويل منخفضة ويصل إلى أوزان جزيئية عالية نوعًا ما فقط عند نسب تحويل عالية جدًا (أي>95%).
ولإزالة هذا الاشتباه في التسمية، طورت تعاريف للبولميرات المكثفة والبولميرات بالإضافة. يعرف البولمير المكثف بأنه البولمير الذي يتضمن فقدان لجزيئات صغيرة أثناء اصطناعه، أو يحتوي ذرات غير متجانسة في سلسلته الفقرية [الإنجليزية]، أو أن وحدته البنائية لا تضم جميع الذرات الموجودة في المونومر الافتراضي الذي يمكن أن يتحلل إليه.

## النمو السلسلي
تتضمن البلمرة بالنمو السلسلي (أو الكوثرة بالإضافة) ارتباط جزيئات ببعضها تحتوي روابط ثنائية أو ثلاثية من كربون-كربون. هذه مونومر غير المشبعة لها روابط داخلية إضافية قادرة على التحكم والارتباط مع المونومر الأخرى لتشكل سلسلة مكررة، وتحتوي سلسلتها الفقرية على ذرات كربون فقط. تستخدم البلمرة بالنمو السلسلي في تصنيع البولميرات مثل متعدد الإيثيلين، ومتعدد البروبيلين، وكلوريد متعدد الفاينيل (PVC). وحالة خاصة من البلمرة بالنمو السلسلي تؤدي إلى البلمرة الحية.
في بلمرة الجذور الحرة للإيثيلين، تتحطم رابطة باي، ويتوضع الإلكترونان ليشكلا مركزًا تفاعليًا [الإنجليزية] مثل المركز الذي يهاجمانه. يعتمد شكل المركز التفاعلي على نوع آلية الإضافة. ويوجد عدة آليات مختلفة لحدوث هذا. آلية الجذر الحر هي إحدى الطرق الأولى المستخدمة. الجذور الحرة هي ذرات أو جزيئات فعالة جدًا لديها إلكترونات فردية. ولنأخذ كوثرة الإيثيلين مثالًا، يمكن لآلية الجذر الحر أن تقسم إلى ثلاث مراحل: ابتداء السلسلة، وانتشار السلسلة، وإنهاء السلسلة.
يجب أن تجرى البلمرة بإضافة الجذور الحرة للإيثيلين عند درجات حرارة عالية وضغط، 300°م و2000 ضغط جوي. ومع أن عمليات البلمرة للجذور الحرة لا تتطلب مثل هذه الشروط الشديدة من درجة حرارة وضغط، إلا أنها تفقد السيطرة. إحدى الآثار لفقد السيطرة هو درجة التشعب العالية. ولأن إنهاء السلسلة يحدث عشوائيًا، عند اتصال سلسلتين، فإنه من المستحيل ضبط طول السلاسل المفردة.
أشكال أخرى من البلمرة بالنمو السلسلي تتضمن الكوثرة بالإضافة الكاتيونية والبلمرة بالإضافة الأنيونية. وفي الوقت الذي لم تستخدم فيه إلى حد كبير في الصناعة بسبب ظروف التفاعل الصارمة، مثل عدم وجود الماء والأكسجين، فإن هذه الأساليب توفر أفضل السبل لبلمرة بعض المونومر التي لا يمكن بلمرتها بطرق الجذور الحرة مثل متعدد البروبيلين. وآليات البلمرة الأنيونية والكاتيونية تناسب أكبر البلمرة الحية، مع أن البلمرة الحية للجذور الحرة قد طورت أيضًا.
تحتوي إسترات حمض الأكريليك على روابط مزدوجة كربون-كربون يمكن أن تترافق إلى مجموعة إستر. ويمكن لإستر الأكريليك أن يخضع لبلمرة بالنمو السلسلي لتشكل بولمير متجانس بسلسلة فقرية كربون-كربون، مثل متعدد (ميثيل ميثاأكريلات).

## اقرأ أيضًا
- درجة بلمرة
- كيمياء بوليمرات
- إكسيمر
- ثنائي الوحدات
- ثلاثي الوحدات
- قليل الوحدات
- بلمرة بالإضافة الأنيونية
- بولي إميد
- بولي أميد